# عمر بندريس
عمر بندريس (1984 المغرب) هو لاعب كرة قدم مغربي.

## روابط خارجية
- عمر بندريس على موقع قاعدة بيانات كرة القدم.إي يو (الإنجليزية)